# Залежний від параметра інтеграл
Інтеграл, залежний від параметра — математичний вираз, що містить визначений інтеграл і залежність від однієї або декількох змінних («параметрів»).

## Залежний від параметра власний інтеграл
Нехай у двовимірному евклідовому просторі задана область {\displaystyle {\overline {G}}=\left\{\left(x,y\right)|a\leq x\leq b,c\leq y\leq d\right\}}, на якій визначена функція {\displaystyle ~f(x,y)} двох змінних.
Нехай далі, {\displaystyle \forall y\in \left[c;d\right]\,\exists I\left(y\right)=\int \limits _{a}^{b}f\left(x,y\right)\,dx}.
Функція {\displaystyle ~I(y)} і називається інтегралом, що залежить від параметра.

### Властивості інтеграла, залежного від параметра

#### Неперервність
Нехай функція {\displaystyle ~f(x,y)} неперервна в області {\displaystyle {\overline {G}}} як функція. Тоді функція {\displaystyle I\left(y\right)=\int \limits _{a}^{b}f\left(x,y\right)\,dx} неперервна на відрізку {\displaystyle ~[c;d]}.

#### Диференціювання під знаком інтеграла
Нехай тепер на області {\displaystyle {\overline {G}}} неперервна не лише функція {\displaystyle ~f(x,y)}, але і її частинна похідна {\displaystyle {\frac {\partial f}{\partial y}}\left(x,y\right)}.
Тоді {\displaystyle {\frac {d}{dy}}I(y)=\int \limits _{a}^{b}{\frac {\partial f}{\partial y}}\left(x,y\right)\,dx}, або, що те саме, {\displaystyle {\frac {d}{dy}}\int \limits _{a}^{b}f(x,y)\,dx=\int \limits _{a}^{b}{\frac {\partial f}{\partial y}}\left(x,y\right)\,dx}

#### Інтегрування під знаком інтеграла
Якщо функція {\displaystyle ~f(x,y)} неперервна в області {\displaystyle {\overline {G}}}, то
{\displaystyle \int \limits _{c}^{d}I(y)\,dy=\int \limits _{a}^{b}\left(\int \limits _{c}^{d}f(x,y)\,dy\right)\,dx}, або, що те саме:
{\displaystyle \int \limits _{c}^{d}\left(\int \limits _{a}^{b}f(x,y)\,dx\right)\,dy=\int \limits _{a}^{b}\left(\int \limits _{c}^{d}f(x,y)\,dy\right)\,dx}